# Manuel Berenguer
Manuel Berenguer Bernabéu (Alacant, 1913 – Madrid,1999) fou un director de fotografia espanyol format a Alemanya. Va treballar el gènere noticiari i va col·laborar en la realització de nombroses pel·lícules nacionals i internacionals.

## Biografia
La seva primera activitat professional va ser a Barcelona. Manuel Berenguer es va dedicar a la foto finish de curses de llebrer. A la Ciutat Comtal va entrar en contacte amb la tradició de cinema amateur catalana. Va interessar-se pel treball d'operador de càmera arran del contacte amb Max William, un corresponsal de noticiaris de la UFA per al qual va treballar. A principis dels anys trenta va decidir marxar a Alemanya encoratjat per William. Al país germà va estar tres anys als laboratoris Lindau, on va completar la seva formació. Més tard, va seguir dedicant-se a fer reportatges com a corresponsal a Barcelona i Balears. En esclatar la Guerra Civil Berenguer estava fent el servei militar. Un cop acabat el servei Berenguer es va incorporar a Laya Films on va treballar en diversos reportatges (Bombardeo de Lérida, Aragón 1937, Batallón de Cataluña, entre d'altres). Després de la guerra el director de fotografia alacantí va treballar per alguns ajuntaments i associacions (Llegada del Cristo del Mar a Benicarló, 1940).
Berenguer va rodar la seva primera pel·lícula l'any 1941. Als anys 50 va ser un dels primers en treballar el color a l'estat espanyol. Va treballar en projectes internacionals del cinema estatunidenc. Va deixar de treballar l'any 1977 després que els rodatges de pel·lícules americanes marxessin d'Espanya i es dilatessin els seus projectes nacionals.

## Projecció internacional
Va tenir certa projecció internacional. De fet, al 1974 Berenguer era un dels tres socis europeus juntament amb Louis Page i Giuseppe Rotumno que pertanyia a la American Society of Cinematographers. Va treballar amb diferents directors internacionals com Stanley Kramer, Anthony Mann, Nicholas Ray, Christian-Jaque, Alessandro Blasetti, Robert Parrish, Saul Swimmer i Giorgio Ferroni, entre d'altres.

## Filmografia

### Com a segon operador
- 1939: Espoir, André Malraux (esp-fr)

### Com a segon unitat
- 1957: The Pride and the Passion (Orgullo y passión), Stanley Kramer (usa)
- 1961: El Cid (El Cid), Anthony Mann (usa-it)
- 1963: 55 Days at Pekin (55 días en Pequín), Nicholas Ray (usa)
- 1964: Circus World (El fabulós món del circ), Henry Hathaway (no acreditat)
- 1965: Doctor Zhivago (Doctor Zhivago), David Lean (usa)
- 1966: Battle of the Bulge (La batalla de las Ardenas), Ken Annakin (usa) (sec. maquetes, no acreditat)
- 1971: Nicholas and Alexandra (Nicolás y Alexandra), Franklin Schaffner (usa)
- 1972: Las petroleras/Les Pétroleuses/Le pietolere, Christian-Jaque i Guy Casaril (eso-fr-it)
- 1972: Travels with My Aunt (Viages con mi tía), George Cukor (uso)

### Curtmetratges
- 1937: Aragón 1937
- 1937: Batallons de muntanya, Manuel Berenguer
- 1938: Conquista de Teruel, Manuel Berenguer
- 1946: Así es Cataluña, Arturo Pérez Camarero (sèrie de 15 curtmetratges) (amb Luis M. Alcolea, Ricardo de Baños, Juan Ruiz Romero)
- 1959: El Greco en Toledo, Pío Caro Baroja (c)
- 1959: El entierro del conde de Orgaz, Pío Caro Baroja (c)

### Llargmetratges
- 1941: El 13.000, Ramón Quadreny
- 1941: Pimentilla, Juan López de Valcárcel
- 1942: Sangre en la nieve, Ramón Quadreny
- 1942: Mosquita en Palacio, Juan Parellada
- 1942: Cuando pasa el amor, Juan López de Valcárcel
- 1943: Canelita en rama, Eduardo G. Maroto
- 1943: Enemigo, Antonio Santillán
- 1943: El camino del amor, José María Castellví
- 1944: Macarena, Antonio Guzmán Merino i Luis Ligero
- 1945: Viento de siglos, Enrique Gómez
- 1946: La pròxima vez que vivamos, Enrique Gómez
- 1946: Cuando llegue la noche, Jerónimo Mihura
- 1946: Dulcinea, Luis Arroyo
- 1947: Las inquietudes de Shanti Andía, Arturo Ruiz Castillo
- 1947: Reina santa, Rafael Gil (no acreditat, amb Alfredo Fraile)
- 1947: La nao capitana, Florián Rey
- 1947: La dama del armiño, Eusebio Férnandez Ardavín
- 1947: Nada, Edgar Neville
- 1947: Cuatro mujeres, Antonio del Amo (amb Juan Mariné)
- 1947: Botón de ancla, Ramón Torrado (interiors) (amb Andrés Pérez Cubero)
- 1948: El huésped de las tinieblas, Antonio del Amo
- 1948: La manigua sin Dios, Arturo Ruiz Castillo
- 1948: El marqués de Salamanca, Edgar Neville
- 1948: El señor Esteve, Edgar Neville
- 1949: Neutralidad, Eusebio Fernández Ardavín
- 1949: Un hombre va por el camino, Manuel Mur Oti
- 1949: Yo no soy la Mata-Hari, Benito Perojo
- 1950: Vertigo, Eusebio Fernández Ardavín (amb Andrés Pérez Cubero) (c)
- 1950: Bebla, la virgen gitana, Ramón Torrado (c)
- 1950: Balarrasa, José Antonio Nieves Conde (amb José F. Aguayo)
- 1951: Cielo negro, Manuel Mur Oti
- 1951: La nina de la venta, Ramón Torrado (c)
- 1951: María Morena, Jose María Forqué i Pedro Lazaga (c)
- 1952: Estrella de Sierra Morena, Ramón Torrado (c)
- 1952: Los ojos dejan huellas, José Luis Sáenz de Heredia
- 1952: Pluma al viento/Plume au vent, Ramón Torrado i Louis Cuny (amb Michael Kelber) (esp-fr)
- 1952: Bienvenido, míster Marshall, Luis G. Berlanga
- 1952: Cabaret, Eduardo Manzanos
- 1953: Condenados, Manuel Mur Oti
- 1954: La patrulla, Pedro Lazaga
- 1954: Crimen impossible, César F. Ardavín
- 1954: La Pecadora, Ignacio F. Iquino
- 1955: La lupa, Luis Lucia
- 1955: Tormenta/Thurderstrom, John Guillermin (esp-gb)
- 1955: La vida es maravillosa, Pedro Lazaga (amb Salvador Torres Garriga) (c)
- 1956: Cuerda de presos, Pedro Lazaga
- 1956: Fedra, Manuel Mur Oti (c)
- 1957: Horas de pánico/Hours of Panic, Donald Taylor (esp-usa) (c)
- 1957: ...Y eligió el infierno, Cèsar F. Ardavín
- 1957: La guerra empieza en Cuba, Manuel Mur Oti (c)
- 1958: Mi mujer es doctor/Totó Vittorio e la dotoressa/Dites 33, Camillo Mastrocinque (esp-it-fr)
- 1958: Aquellos tiempos del cuplé, Manuel Cano i José Luis Merino (c)
- 1958: La muchacha de la plaza de San Pedro/La ragazza di piazza San Pietro, Piero Costa (esp-it)
- 1958: Una mujer para Marcelo/Gil zitelloni, Giorgio Bianchi (esp-it)
- 1959: Mara, Miguel Herrero (c)
- 1959: Molokai, Luis Lucia
- 1959: El lazarillo de Tormes/Lazzarillo de Tormes, César F. Ardavín (esp-it)
- 1959: La fiel infantería, Pedro Lazaga (c)
- 1959: La culpa fue de Eva/Totó, Eva e il pennello proibito, Steno (amb Alvaro Mancori) (esp-it-fr)
- 1959: Contrabando en Nápoles/I ladri, Lucio Fulci (esp-it)
- 1960: Patricia mía/Punto y banca, Enrique Carreras (esp-arg)
- 1960: Un rayo de luz, Luis Lucia (c)
- 1961: Solteros de verao, Alfonso Balcázar
- 1961: King of Kings (Rey de reyes), Nicolas Ray (amb Franz Olaner i Milton Krasner) (usa) (c)
- 1962: Al otro lado de la Ciudad, Alfonso Balcázar
- 1962: A Hierro muere, Manuel mur oti (esp-arg)
- 1962: El sol en el espejo, Antonio Róman (amb Berto Etchebehere) (esp-arg)
- 1962: Una isla con tomate, Tony Leblanc (c)
- 1963: Se vive una vez, Arturo González, Jr.
- 1963: Fuego/Pyro, Julio Coll (esp-usa) (c)
- 1964: Un balcón sobre el infierno/Constance aux enfers, Alfonso Balcàzar (esp-fr)
- 1964: The Thin Red Line (El ataque duro siete días), Andrew Marton (usa) (c)
- 1964: La otra mujer/L'Autre femme/Quella terrible notte, François Villiers (amb Cecilio Panaigua) (esp-fr-it)
- 1965: El hijo del pistolero/Son of Gunfighter, Paul Landres (esp-usa)
- 1965: El senderó del odio/Il piombo e la carne, Marino Girolami (amb Mario Fioretti) (esp-it-fr)
- 1965: Crack in the world (¿Hacia el fin del mundo?), Andrew Marton (usa)
- 1965: El sonido de la muerte, José Antonio Nieves Conde
- 1966: Pampa salvaje/Savage Pampa, Hugo fregonese (esp-usa-arg)
- 1966: Huyendo del Halcón, Cecil Parker (esp-usa)
- 1968: El rublo de dos caras/Le Rouble à deux faces, Etienne Perier (esp-fr)
- 1968: Krakatoa, East of Java (Al este de Java), Bernard Kowalski (usa)
- 1969: Simón Bolívar/La epopeia de Simón Bolívar, Alessandro Blasetti (esp-it-ven)
- 1969: La residencia, Narciso Ibáñez Serrador
- 1972: La cera virgen, José María Forqué
- 1972: Una Ciudad llamada Bastarda/A town Called Bastard, Robert Parrish (esp-gb)
- 1972: La noche de los diablos/La notte dei diavoli, Giorgio Ferroni (esp-it)
- 1974: La perla negra/The Black Pearl, Saul Swimmer (esp-usa)
- 1975: Manchas de sangre en un coche nuevo, Antonio Mecero
- 1975: Jo, papà, Jaime de Armiñan

## Reconeixements
- 1948: Premi a la millor fotografia del Cercle d'Escriptors Cinematogràfics (CEC)
- 1995: Premi nacional honorífic al conjunt de la seva carrera de l'Associació Espanyola d'Autors d'Obres Fotogràfiques Cinematogràfiques (AEC)